# 四丁基高氯酸铵
四丁基高氯酸铵是一种高氯酸盐，化学式为nBu4NClO4。

## 制备
三正丁胺和1-碘丁烷在乙酸乙酯中回流，得到Bu4NI。Bu4NI的甲醇溶液用水处理，通过离子交换柱。其碱性溶液和高氯酸钠反应，生成四丁基高氯酸铵沉淀，该沉淀可用碳酸二甲酯和乙醚纯化。
将高氯酸钠加入至四正丁基溴化铵的热乙醇溶液，也能得到四丁基高氯酸铵。它可由甲醇、乙醇、乙酸乙酯或水重结晶，并在五氧化二磷干燥器内干燥。